# Psicoterapia breve estratégica
La psicoterapia breve estratégica o terapia breve estratégica es un modelo psicoterapeútico centrado en el problema, desarrollado por Giorgio Nardone y que incluye modelos teóricos de Paul Watzlawick.
Las bases del enfoque estratégico se pueden resumir en:
- Los problemas psicológicos son el resultado del sistema de percepción de la realidad del individuo.
- La terapia breve estratégica destaca por aportar soluciones aparentemente ilógicas que buscarán la solución rápida del problema.
- Para resolver un problema sólo hay que entender cómo funciona y se mantiene en el presente, sin necesidad de buscar la causa en el pasado.
- Los intentos arbitrarios de solución puestos en práctica por el paciente o sus familiares, son por lo general los que mantienen el problema o generan nuevos problemas.